# Нерчинск (аэродром)
«Нерчинск» — военный аэродром, расположен в 2 км на северо-запад от города Нерчинск в Забайкальском крае, Россия.

## История
С начала 1930-х гг. в Забайкалье началась реконструкция старых и строительство новых аэродромов. Так появился аэродром Нерчинск. Статус основного аэродром получил не сразу. После событий на Китайско-Восточной железной дороге было принято решение об усилении авиационной группировки Забайкалья двумя тяжелобомбардировочными бригадами. Одна из них разместилась на аэродроме Домна. Идеальным вариантом для второй было бы размещение в Борзе, как раз на Маньчжурском направлении. Но тактические нормативы базирования тяжелой бомбардировочной авиации запрещали располагать их в непосредственной близости от государственной границы. Поэтому вторым аэродромом был определён Нерчинск.
Летом 1932 года на аэродром Нерчинск из Воронежа перебазировалась 29-я авиационная бригада тяжелых бомбардировщиков ТБ-3. Личный состав бригады размещался в Нерчинске. Вскоре было принято решение о строительстве второго аэродрома для бригады — в 60 км от Нерчинска, в степи, недалеко от железнодорожной станции Укурей, поэтому аэродром и военный городок получили свое название по наименованию этой станции. В Нерчинске остался штаб бригады, четыре авиационные эскадрильи и часть авиационного парка.
С связи с реформированием ВВС на основании Постановления СНК № 1344-524сс от 25 июля 1940 года на аэродромах Нерчинск и Укурей 12 октября 1940 года сформирована 30-я смешанная авиационная дивизия. Согласно постановлению была утверждена новая организационная структура ВВС РККА: авиационная дивизия формировалась в составе управления дивизии и 4—5 авиационных полков; авиационный полк формировался в составе 4—5 авиационных эскадрилий; авиационная эскадрилья формировалась в составе 4 — 5 авиазвеньев; авиационное звено формировалось в составе 3 самолётов. В состав дивизии вошли 4-й дальнебомбардировочный, 51-й истребительный и 15-й штурмовой авиационные полки.
С началом Великой Отечественной войны полки дивизии были переданы на Западный фронт.
В январе 1942 года в Алма-Ате сформирована отдельная авиационная эскадрилья пограничных войск на самолётах Р-5, У-2 (По-2) и Р-10. Для базирования эскадрильи был определён аэродром Нерчинск. В феврале 1942 года экипажи приступили к выполнению задачи по охране государственной границы. 19 июня 1942 года на основании приказа НКВД СССР отдельная авиационная эскадрилья пограничных войск переформирована в 3-й отдельный легкобомбардировочный авиационный полк погранвойск. К существующей эскадрилье самолётов-разведчиков добавилась эскадрилья скоростных бомбардировщиков СБ.
В середине апреля 1945 года на аэродром Нерчинск из Быково перебазировался 7-й специальный отдельный авиационный полк погранвойск, на вооружении которого состояли транспортные самолёты Ли-2 и По-2. Полк выполнял специальное правительственное задание по обеспечению строительства линии ВЧ-связи от Читы до Даурии, а затем от Приморья до Сахалина. 20 мая 1945 года состоялся первый вылет на выполнение поставленной задачи. Экипажи перевозили различные грузы: сложную и дорогостоящую аппаратуру, медную и железную проволоку, предметы жизнеобеспечения строителей линии связи и многое другое. 31 июля 1945 года задание по обеспечению строительства линии связи было выполнено. К началу Маньчжурской операции Москва имела прямую засекреченную телефонную связь с самыми отдаленными районами страны от Забайкалья до Приморья и Сахалина.
В 1950-е годы началось массовое перевооружение авиации на реактивную технику. Для современных реактивных самолётов ВПП требовалось удлинить. Однако было принято решение об использовании аэродрома для размещения вертолетов. В середине 1960-х годов на аэродроме Нерчинск сформирован 112-й отдельный вертолетный полк. Полк частью сил принимал участие в устранении последствий аварии на Чернобыльской АЭС.

## Происшествия
- 2 октября 1986 года при устранении последствий аварии на Чернобыльской АЭС потерпел катастрофу вертолет Ми-8 112-го овп. Экипаж 112-го отдельного вертолетного полка в составе командира экипажа — летчика капитана В. К. Воробьева, борттехникА старшего лейтенанта В. Е. Юнкинда погиб. Экипаж выполнял задание на предельно малой высоте не более 50 м на доставку бака раствора на внешней подвеске в зону аварии. В зоне действия около 4-го энергоблока работал мощный подъемный кран, являвшийся препятствием для выполнения задачи. Летчики неоднократно просили убрать кран или хотя бы составить какой-то график его работы, но руководившие работами должностные лица не прислушались к этим просьбам. Для выполнения задания приходилось буквально протискиваться рядом со стрелой и тросом крана, чтобы выйти на реактор. Вертолет зацепился несущим винтом за трос и рухнул на землю. Шансов на спасение у экипажа не было[1].

## Технические характеристики
Размеры основной ВПП: 1700X60 м (Класс ВПП: Г).Имеется 2 рулёжные дорожки.